# JILS
JILS（ジルス）は、日本のヴィジュアル系ロックバンド。主にインディーズで活動していたバンドである。

## 略歴・概要
1998年、D≒SIREとしての活動存続を断念したYUKIYAが、翌1999年に秀誉（結成直後に脱退）、元Vasallaの舜、元ZENITHのMARIKIと共に4人で結成した。2000年、元pleurのREN、元Merry Go RoundのTOHRUが加入し本格的に活動を開始した。
2001年メンバーチェンジがありMARIKI、REN、TOHRUが脱退。舜が俊介に改名し、新たに元DAS:VASSERのICHIROがベースとして加入。秀誉がドラムとして再加入したが2003年に脱退した。以降三人編成となっている。2003年7月から2006年2月までは元BLÜEのHAYATO、2006年から解散までは元LaputaのTomoiがサポートドラマーを務めていた。
2004年12月24日の新宿ロフト公演を最後に一旦活動を休止したが、2006年5月2日に「転生前夜 Re-BIRTHDAY "EVE"」と題した復活公演を渋谷O-EASTで行い活動再開した。同年11月12日にはD≒SIRE、JILSの元メンバーらと幸也主催Kreisレーベル設立10周年記念GIG「Kreis/Tokyo」をSHIBUYA-AXで行った。
2007年2月14日オフィシャルメールマガジンにおいて、2007年5月2日に東京・九段会館 大ホールにて行われる「Re-BIRTHDAY -約束の日-」をもってボーカルのYUKIYAが脱退することが伝えられ、2007年2月28日発売FOOL'S MATE誌広告にて「JILS、解体。」の見出しと共にラストツアー・ラストシングルの告知が行われた。翌2007年3月1日に公式サイト上で2007年5月2日をもってのJILSの活動の終了・無期限活動停止が正式に発表された。
2007年5月2日に東京九段会館 大ホールにて行われた「Re-BIRTHDAY -約束の日-」、5月3日に新宿LOFTにて行われたShinjuku LOFT 8th Anniversary JILS特別追加最終公演「さよなら。貴方が好きだった僕。」をもってJILSとしての活動を終了した。同年6月5日、新宿LOFTにてアンコールライブが行われる。
2011年6月5日、2007年6月5日のアンコールライブの模様を収録したライブDVDをリリースし、同年9月に期間限定の復活を発表、同年11月にKreisレーベル設立15周年記念イベント、同年12月末にヴィジュアル系バンドのイベント『Over The Edge』に出演した。

## メンバー

### 2007年解散時
- 幸也-YUKIYA-（ボーカル）
- 俊介-SHUNSUKE-（ギター）
- 一朗-ICHIRO-（ベース）

### 2011年再結成時
- 幸也-YUKIYA-（ボーカル）[2]
- 俊介-SHUNSUKE-（ギター）[2]
- 秀誉-HIDEYOSHI-（ドラム）[2]
- kazu（サポートベース）[2]
- aie（サポートギター）[2]

## 作品

### デモテープ
- 白 （1999年11月11日/2000年11月11日CD版限定発売）
- 黒 （1999年11月11日/2000年11月11日CD版限定発売）
- MY DEAR （2000年7月7日）

### マキシシングル
- JIL NOIR （2000年5月29日）
- JIL BLANCHE （2000年5月29日）
- YφU -FOR ALL NEXT GENERATION- （2000年8月8日）
- SPIRALe.p. （2002年3月20日）
- PASSINGe.p. （2002年3月20日）
- SWEET SONIC MUSICc.d. （2002年7月24日）
- Absolute Imagination MUSICc.d. （2002年9月4日）
- BIBLEe.p. （2003年12月17日）
- A SONG FOR YOU （2004年7月14日）
- Innocent Cry （2006年6月7日）
- LOVER'S　NAME （2006年12月24日初回限定盤・通常盤二種同時発売）
- endroll.（2006年4月18日TYPE-A（DVD付）・TYPE-B（CDのみ）二種同時発売）

### ミニアルバム
- SAD SONGS （2001年5月2日）
- TRUE SONGS （2003年5月3日/7月30日再発/2006年6月7日DX EDITION）
- YOUR SONGS （2004年4月10日/2006年6月7日DX EDITION）

### ベストアルバム
- CHRONICLES/JILS1999-2001 （2001年12月24日）
- SAD SONGS~5th Anniversary Edition~ （2004年12月24日）
- LAST【SAD】SONGS （2011年11月30日）

### DVD
- J.D.Vision ＃01 （2002年8月21日）
- Re-BIRTHDAY "EVE" -20060502- （2006年12月24日）
- 0919-。誰かの声が聞こえる （2007年5月2日）
- 20070605 Shinjuku LOFT -秋山くん、羽田空港なら通り過ぎたよ？-（2011年6月5日）

### 配布CD
- 赤い花 （1999年12月24日新宿ロフト公演）
- CAN'T TAKE MY EYES OFF OF YOU （2000年6月5日新宿ロフト公演）
- 終わらない夜の夢 （2002年8月29日赤坂ブリッツ公演）
- DAYS （2003年8月4日～2003年8月14日2nd TOUR「Guilty or "not" Guilty -2003-各会場(各会場ジャケ違い)）
- xxxxKISS （2003年8月24日川崎CLUB CITTA'）
- SADNESS （2003年8月26日名古屋ELL）
- KILL ME KISS ME （2003年8月28日大阪BIGCAT）
- 楽園 （2004年3月19日～2003年4月10日3rd TOUR 「Still, sing "A" song for " You " -2004-」各会場(各会場ジャケ違い)）
- xxxBLUE （2004年9月19日渋谷O-EAST公演「0919-。誰かの声が聞こえる」）
- SAD SONGS~5th Anniversary Edition~ （2004年12月24日新宿ロフト公演→後に限定販売）
- DeepWater （2006年7月29日新宿ロフト公演「真夏の男道」）
- 聖書 （2006年7月30日新宿ロフト公演「ひと夏の女道」）
- JILS　Best Selection 1 Selected by ICHIRO （2007年4月4日大阪BIGCAT）
- JILS　Best Selection 2 Selected by SHUNSUKE （2007年4月6日名古屋ボトムライン）

### 配布VIDEO
- SCENE#01 （2000年8月27日新宿リキッドルーム公演）
- SCENE#02 （2001年5月2日赤坂BLITZ公演）

### 配布DVD
- 呼声～Thank　you　for　waiting～ （2005年12月24日新宿ロフト公演）
- BIRTHDAY （2006年5月2日渋谷O-EAST公演）

### ライブ会場限定発売CD
- TRUTH （2003年5月2日・3日赤坂BLITZ公演）
- A VERSE 会場限定盤 （2003年12月19日以降各ライブ会場）
- A SONG FOR YOU 会場限定盤 （2004年4月30日大阪BIGCAT・2004年5月2日渋谷O-EAST公演(各会場ジャケ違い)）
- 「キネマ。」会場限定版 （2004年9月19日渋谷O-EAST公演）
- Innocent Cry -LIMITED EDITION- （2006年5月2日渋谷O-EAST公演）

### 通販限定CD
- A VERSE FOOL'S MATE通販盤 （2003年12月19日）

### オムニバスCD参加
- Kreis1999(1999年12月22日)
  - Still
  - 夢の途中
- Shock Edge 2000(2000年10月14日)
  - 「YφU」収録
- 新宿LOFT30周年記念オムニバスCD「ROCK is LOFT」（2006年6月14日）
  - 「赤い花」収録

## タイアップ
| 使用年 | 曲名         | タイアップ                                            |
| ------ | ------------ | ----------------------------------------------------- |
| 2002年 | せつないうた | AT-Xアニメ『幻魔大戦 神話前夜の章』オープニングテーマ |